# Storbritannien i olympiska sommarspelen 2000
Storbritannien deltog i de olympiska sommarspelen 2000 med en trupp bestående av 310 deltagare och de tog totalt 28 medaljer.

## Medaljer

### Guld
- Ben Ainslie - Segling, laser
- Steph Cook - Modern femkamp
- Jonathan Edwards - Friidrott, tresteg
- Richard Faulds - Skytte, dubbeltrap
- Audley Harrison - Boxning, supertungvikt
- Denise Lewis - Friidrott, sjukamp
- Iain Percy - Segling, finnjolle
- Jason Queally - Cykling, bancykling, sprint 1 km
- Shirley Robertson - Segling, europajolle
- James Cracknell, Tim Foster, Matthew Pinsent och Steve Redgrave - Rodd, fyra utan styrman
- Louis Attrill, Simon Dennis, Rowley Douglas, Luka Grubor, Ben Hunt-Davis, Andrew Lindsay, Fred Scarlett, Steve Trapmore och Kieran West - Rodd, åtta med styrman

### Silver
- Steve Backley - Friidrott, spjutkastning
- Darren Campbell - Friidrott, 200 m
- Kate Howey - Judo, medelvikt 70 kg
- Chris Hoy, Craig MacLean och Jason Queally - Cykling, bancykling, lagsprint
- Ian Peel - Skytte, trap
- Paul Ratcliffe - Kanotsport, K-1 slalom
- Jeanette Brakewell, Pippa Funnell, Leslie Law och Ian Stark - Ridsport, fälttävlan lag
- Guin Batten, Miriam Batten, Katherine Grainger och Gillian Lindsay - Rodd, fyrasculler
- Ian Barker och Simon Hiscocks - Segling, 49:er
- Mark Covell och Ian Walker - Segling, starbåt

### Brons
- Kate Allenby - Friidrott, modern femkamp
- Tim Brabants - Kanotsport, K-1 1 000 m
- Kelly Holmes - Friidrott, 800 m
- Yvonne McGregor - Cykling, förföljelselopp 3 km
- Katharine Merry - Friidrott, 400 m
- Simon Archer och Joanne Goode - Badminton, dubbelmix
- Jonathon Clay, Rob Hayles, Paul Manning, Chris Newton, Bryan Steel och Bradley Wiggins - Cykling, förföljelselopp lag

## Badminton
Herrsingel
- Peter Knowles
  - 32-delsfinal: Bye
  - Sextondelsfinal: Förlorade mot Ong Ewe Hock från Malaysia
- Richard Vaughan
  - 32-delsfinal: Besegrade Boonsak Ponsana från Thailand
  - Sextondelsfinal: Besegrade Rasmus Wengberg från Sverige
  - Åttondelsfinal: Förlorade mot Sun Jun från Kina

Herrdubbel
- Julian Robertson, Peter Knowles
  - Sextondelsfinal: Besegrade Denis Constantin, Edouard Clarisse från Mauritius
  - Åttondelsfinal: Förlorade mot Lee Dong-soo, Yoo Yong-sung från Sydkorea
- Simon Archer, Nathan Robertson
  - Sextondelsfinal: Bye
  - Åttondelsfinal: Besegrade Michal Logosz, Robert Mateusiak från Polen
  - Kvartsfinal: Förlorade mot Tony Gunawan, Candra Wijaya från Indonesien

Damsingel
- Kelly Morgan
  - 32-delsfinal: Besegrade Apama Popat of India
  - Sextondelsfinal: Besegrade Wai Chee Louisa Koon från Hongkong
  - Åttondelsfinal: Förlorade mot Camilla Martin från Danmark
- Julia Mann
  - 32-delsfinal: Besegrade Amrita Sawaram från Mauritius
  - Sextondelsfinal: Besegrade Maja Pohar från Slovenien
  - Åttondelsfinal: Förlorade mot Yasuko Mizui från Japan

Damdubbel
- Sarah Hardaker, Joanne Davies
  - Sextondelsfinal: Besegrade Deyana Gresye S. Lomban, Nathanael Elysa från Indonesien
  - Åttondelsfinal: Förlorade mot Ra Kyung-min, Jae Hee Chung från Sydkorea
- Joanne Goode, Donna Kellogg
  - Sextondelsfinal: Bye
  - Åttondelsfinal: Besegrade Milaine Cloutier, Robbyn Hermitage från Kanada
  - Kvartsfinal: Förlorade mot Qin Yiyuan, Gao Ling från Kina

Mixeddubbel
- Chris Hunt, Donna Kellogg
  - 32-delsfinal: Förlorade mot Bambang Suprianto, Zelin Resiana från Indonesien
- Joanne Goode, Simon Archer
  - 32-delsfinal: Besegrade Robbyn Hermitage, Brent Olynyk från Kanada
  - Åttondelsfinal: Besegrade Jon Holst-Christensen, Ann Jorgensen från Danmark
  - Kvartsfinal: Besegrade Chris Bruil, Erica van den Heuvel från Nederländerna
  - Semifinal: Förlorade mot Tri Kusharyanto, Minarti Timur från Indonesien
  - Bronsmatch: Besegrade Michal Sogaard, Rikke Olsen från Danmark — Brons

## Boxning
Lätt tungvikt
- Courtney Fry
  - Omgång 1 — Förlorade mot Charles Adamu från Ghana (gick inte vidare)

Supertungvikt
- Audley Harrison
  - Omgång 1 — Bye
  - Omgång 2 — Besegrade Alexey Lezin från Ryssland
  - Kvartsfinal — Besegrade Oleksii Mazikin från Ukraina
  - Semifinal — Besegrade Paolo Vidoz från Italien
  - Final — Besegrade Mukhtarkhan Dildabekov från Kazakstan — Guld

## Bågskytte
| Herrarnas individuella |               |                           |         |
|                        | Simon Needham |                           |         |
| 32-delsfinal           | Besegrade     | Ken Uprichard Nya Zeeland | 160-155 |
| Sextondelsfinal        | Förlorade mot | Ismely Arias Kuba         | 164-164 |

| Damernas individuella |                   |                            |                   |                    |                         |                    |
|                       | Alison Williamson | Alison Williamson          | Alison Williamson | Vladlena Priestman | Vladlena Priestman      | Vladlena Priestman |
| 32-delsfinal          | Besegrade         | Kristina Norlander Sverige | 156-145           | Förlorade mot      | Cornelia Pfohl Tyskland | 159-155            |
| Sextondelsfinal       | Besegrade         | Elif Altinkaynak Turkiet   | 157-154           | -                  | -                       | -                  |
| Åttondelsfinal        | Förlorade mot     | Mi-Jin Yun Sydkorea        | 173-164           | -                  | -                       | -                  |

## Cykling

### Mountainbike
Herrarnas terränglopp
- Oliver Beckingsale
  - Final — 2:18:17.01 (23:e plats)
- Nick Craig
  - Final — 2:20:00.27 (25:e plats)

Damernas terränglopp
- Caroline Alexander
  - Final — 1:56:50.62 (12:e plats)
- Louise Robinson
  - Final — 1:59:23.27 (15:e plats)

### Landsväg
Herrarnas tempolopp
- Chris Boardman
  - Final — 0:59:32 (11:e plats)
- David Millar
  - Final — 1:00:17 (16:e plats)

Herrarnas linjelopp
- Maximilian Sciandri
  - Final — 5:30:46 (35:e plats)
- John Tanner
  - Final — 5:30:46 (38:e plats)
- Rob Hayles
  - Final — DNF
- Jeremy Hunt
  - Final — DNF
- Nick Craig
  - Final — DNF

Damernas tempolopp
- Ceris Gilfillan
  - Final — 0:44:29 (14:e plats)
- Yvonne McGregor
  - Final — 0:44:37.09 (17:e plats)

Damernas linjelopp
- Sara Symington
  - Final — 3:06:31 (10:e plats)
- Yvonne McGregor
  - Final — 3:06:31 (24:e plats)
- Ceris Gilfillan
  - Final — 3:06:37 (27:e plats)

### Bana
Herrarnas sprint
- Craig MacLean
  - Kval — 10.459
  - Återkval — 1:a plats — Heat 2
  - Första omgången — Förlorade mot Jose Villanueva från Spanien
  - Åttondelsfinal — Förlorade mot Laurent Gané från Frankrike
  - Kvartsfinal — Förlorade mot Marty Nothstein från USA
  - Kvartsfinal, återkval — 1:a plats — Heat 2
  - Finals 5-8 — 8:e plats

Herrarnas förföljelse
- Rob Hayles
  - Kval — 04:20.996
  - Semifinal — Förlorade mot Jens Lehmann från Tyskland
  - Final — Förlorade mot Brad McGee från Australien

Herrarnas tempolopp
- Jason Queally
  - Final — 01:01.609 (Guld)

Herrarnas poänglopp
- Jonny Clay
  - Poäng — 10
  - Varv efter — 2 (13:e plats)

Herrarnas keirin
- Chris Hoy
  - Första omgången — Heat — 2; Plats — 4
  - Återkval — Heat — 3; DNF (gick inte vidare)

Herrarnas lagsprint
- Chris Hoy, Craig MacLean, Jason Queally
  - Kval — 44.659
  - Andra omgången — 44.517
  - Final — 44.680 (Silver)

Herrarnas lagförföljelse
- Bryan Steel, Paul Manning, Bradley Wiggins, Chris Newton
  - Kval — 04:04.030
  - Kvartsfinal — 04:04.143
  - Semifinal — 04:02.387 (gick inte vidare)

Herrarnas Madison
- Bradley Wiggins, Rob Hayles
  - Final — 13 (4:e plats)

Damernas förföljelse
- Yvonne McGregor
  - Kval — 03:35.492
  - Semifinal — Förlorade mot Marion Clignet från Frankrike
  - Final — Besegrade Sarah Ulmer från Nya Zeeland (Brons)

Damernas poänglopp
- Emma Davies
  - Poäng — 0 (14:e plats)

## Friidrott
Herrarnas 100 meter
- Darren Campbell
  - Omgång 1 — 10.28
  - Omgång 2 — 10.21
  - Semifinal — 10.19
  - Final — 10.13 (→ 6:e plats)
- Dwain Chambers
  - Omgång 1 — 10.38
  - Omgång 2 — 10.12
  - Semifinal — 10.14
  - Final — 10.08 (→ 4:e plats)
- Jason Gardener
  - Omgång 1 — 10.38
  - Omgång 2 — 10.27 (→ Gick inte vidare)

Herrarnas 200 meter
- Christian Malcolm
  - Omgång 1 — 20.52
  - Omgång 2 — 20.19
  - Semifinal — 20.19
  - Final — 20.23 (→ 5:e plats)
- Darren Campbell
  - Omgång 1 — 20.71
  - Omgång 2 — 20.13
  - Semifinal — 20.23
  - Final — 20.14 (→  Silver)
- Marlon Devonish
  - Omgång 1 — 20.89
  - Omgång 2 — 20.82 (→ Gick inte vidare)

Herrarnas 400 meter
- Daniel Caines
  - Omgång 1 — 45.39
  - Omgång 2 — 45.37
  - Semifinal — 45.55 (→ Gick inte vidare)
- Sean Baldock
  - Omgång 1 — 46.45 (→ Gick inte vidare)
- Jamie Baulch
  - Omgång 1 — 46.52 (→ Gick inte vidare)

Herrarnas 800 meter
- James McIlroy
  - Omgång 1 — 01:47.44
  - Semifinal — 01:46.39 (→ Gick inte vidare)
- Andrew Hart
  - Omgång 1 — 01:48.78 (→ Gick inte vidare)

Herrarnas 1 500 meter
- John Mayock
  - Omgång 1 — 03:39.08
  - Semifinal — 03:38.68
  - Final — 03:39.41 (→ 9:e plats)
- Andrew Graffin
  - Omgång 1 — 03:39.75
  - Semifinal — 03:42.72 (→ Gick inte vidare)
- Anthony Whiteman
  - Omgång 1 — DNF (→ Gick inte vidare)

Herrarnas 5 000 meter
- Kristen Bowditch
  - Omgång 1 — 14:11.65 (→ Gick inte vidare)

Herrarnas 10 000 meter
- Karl Keska
  - Omgång 1 — 27:48.29
  - Final — 27:44.09 (→ 8:e plats)
- Andres Jones
  - Omgång 1 — 28:11.20 (→ Gick inte vidare)
- Robert Denmark
  - Omgång 1 — 28:43.74 (→ Gick inte vidare)

Herrarnas 110 meter häck
- Colin Jackson
  - Omgång 1 — 13.38
  - Omgång 2 — 13.27
  - Semifinal — 13.34
  - Final — 13.28 (→ 5:e plats)
- Damien Greaves
  - Omgång 1 — 14.01
  - Omgång 2 — 14.08 (→ Gick inte vidare)
- Tony Jarrett
  - Omgång 1 — DSQ (→ Gick inte vidare)

Herrarnas 400 meter häck
- Matt Douglas
  - Omgång 1 — 49.62
  - Semifinal — 49.53 (→ Gick inte vidare)
- Anthony Borsumato
  - Omgång 1 — 50.73 (→ Gick inte vidare)
- Christopher Rawlinson
  - Omgång 1 — 51.3
  - Semifinal — 49.25 (→ Gick inte vidare)

Men's 4×100 m Relay
- Dwain Chambers, Allyn Condon, Marlon Devonish och Jason Gardener
  - Omgång 1 — DSQ (→ Gick inte vidare)

Herrarnas 4 x 100 meter stafett
- Jamie Baulch, Daniel Caines, Jared Deacon och Iwan Thomas
  - Omgång 1 — 03:04.35
  - Semifinal — 03:01.35
  - Final — 03:01.22 (→ 5:e plats)

Herrarnas 3 000 meter hinder
- Justin Chaston
  - Omgång 1 — 08:31.01 (→ Gick inte vidare)
- Christian Stephenson
  - Omgång 1 — 08:46.66 (→ Gick inte vidare)

Herrarnas kulstötning
- Mark Proctor
  - Kval — 18.49 (→ Gick inte vidare)

Herrarnas diskuskastning
- Robert Weir
  - Kval — 60.01 (→ Gick inte vidare)
- Glen Smith
  - Kval — 56.22 (→ Gick inte vidare)

Herrarnas spjutkastning
- Steve Backley
  - Kval — 83.74
  - Final — 89.85 (→  Silver)
- Michael Hill
  - Kval — 82.24
  - Final — 81.00 (→ 11:e plats)
- Nick Nieland
  - Kval — 82.12 (→ Gick inte vidare)

Herrarnas tresteg
- Jonathan Edwards
  - Kval — 17.08
  - Final — 17.71 (→  Guld)
- Phillips Idowu
  - Kval — 17.12
  - Final — 17.08 (→ 6:e plats)
- Onochie Achike
  - Kval — 17.30
  - Final — 17.29 (→ 5:e plats)

Herrarnas höjdhopp
- Ben Challenger
  - Kval — 2.15 (→ Gick inte vidare)

Herrarnas stavhopp
- Kevin Hughes
  - Kval — 5.55 (→ Gick inte vidare)

Herrarnas 50 kilometer gång
- Chris Maddocks
  - Final — 4:52:12 (→ 39:e plats)

Herrarnas maraton
- Jon Brown
  - Final — 2:11:17 (→ 4:e plats)
- Keith Cullen
  - Final — 2:16:59 (→ 19:e plats)
- Mark Steinle
  - Final — 2:24:42 (→ 56:e plats)

Herrarnas tiokamp
- Dean Macey
  - 100 m — 10.81
  - Längd — 7.77
  - Kula — 14.62
  - Höjd — 2.09
  - 400 m — 46.41
  - 100 m häck — 14.53
  - Diskus — 43.37
  - Stav — 4.80
  - Spjut — 60.38
  - 1,500 m — 04:23.45
  - Poäng — 8567.00 (→ 4:e plats)

Damernas 100 meter
- Joice Maduaka
  - Omgång 1 — 11.51 (→ Gick inte vidare)
- Shani Anderson
  - Omgång 1 — 11.55 (→ Gick inte vidare)
- Marcia Richardson
  - Omgång 1 — 11.62 (→ Gick inte vidare)

Damernas 200 meter
- Samantha Davies
  - Omgång 1 — 23.36
  - Omgång 2 — 23.20 (→ Gick inte vidare)
- Joice Maduaka
  - Omgång 1 — 23.36
  - Omgång 2 — 23.57 (→ Gick inte vidare)

Damernas 400 meter
- Donna Fraser
  - Omgång 1 — 52.33
  - Omgång 2 — 50.77
  - Semifinal — 50.21
  - Final — 49.79 (→ 4:e plats)
- Allison Curbishley
  - Omgång 1 — 52.20
  - Omgång 2 — 52.50 (→ Gick inte vidare)
- Katharine Merry
  - Omgång 1 — 51.61
  - Omgång 2 — 50.50
  - Semifinal — 50.32
  - Final — 49.72 (→  Brons)

Damernas 800 meter
- Kelly Holmes
  - Omgång 1 — 02:01.76
  - Semifinal — 01:58.45
  - Final — 01:56.80 (→  Brons)
- Diane Modahl
  - Omgång 1 — 02:02.41 (→ Gick inte vidare)

Damernas 1 500 meter
- Helen Pattinson
  - Omgång 1 — 04:08.80
  - Semifinal — 04:09.60 (→ Gick inte vidare)
- Kelly Holmes
  - Omgång 1 — 04:10.38
  - Semifinal — 04:05.35
  - Final — 04:08.02 (→ 7:e plats)
- Hayley Tullett
  - Omgång 1 — 04:10.58
  - Semifinal — 04:05.34
  - Final — 04:22.29 (→ 11:e plats)

Damernas 5 000 meter
- Jo Pavey
  - Omgång 1 — 15:08.82
  - Final — 14:58.27 (→ 12:e plats)
- Andrea Whitcombe
  - Omgång 1 — 16:15.82 (→ Gick inte vidare)

Damernas 10 000 meter
- Paula Radcliffe
  - Omgång 1 — 32:34.73
  - Final — 30:26.97 (→ 4:e plats)

Damernas 100 meter häck
- Diane Allahgreen
  - Omgång 1 — 13.11
  - Omgång 2 — 13.22 (→ Gick inte vidare)

Damernas 400 meter häck
- Tasha Danvers
  - Omgång 1 — 55.68
  - Semifinal — 54.95
  - Final — 55.00 (→ 8:e plats)
- Sinead Dudgeon
  - Omgång 1 — 57.82 (→ Gick inte vidare)
- Keri Maddox
  - Omgång 1 — 57.44 (→ Gick inte vidare)

Damernas 4 x 100 meter stafett
- Shani Anderson, Samantha Davies, Joice Maduaka, Marcia Richardson och Sarah Wilhelmy
  - Omgång 1 — 43.26
  - Semifinal — 43.19 (→ Gick inte vidare)

Damernas 4 x 400 meter stafett
- Allison Curbishley, Tasha Danvers, Donna Fraser, Helen Frost och Katharine Merry
  - Omgång 1 — 03:25.28
  - Final — 03:25.67 (→ 6:e plats)

Damernas kulstötning
- Judy Oakes
  - Kval — 17.81 (→ Gick inte vidare)

Damernas släggkastning
- Lorraine Shaw
  - Kval — 63.21
  - Final — 64.27 (→ 9:e plats)

Damernas längdhopp
- Jo Wise
  - Kval — 6.59 (→ Gick inte vidare)

Damernas tresteg
- Ashia Hansen
  - Kval — 14.29
  - Final — 13.44 (→ 11:e plats)

Damernas stavhopp
- Janine Whitlock
  - Kval — 4.15 (→ Gick inte vidare)

Damernas 20 kilometer gång
- Lisa Kehler
  - Final — 1:37:47 (→ 33:e plats)

Damernas maraton
- Marian Sutton
  - Final — 2:34:33 (→ 26:e plats)

Damernas sjukamp
- Denise Lewis
  - 100 m häck — 13.23
  - Höjd — 1.75
  - Kula — 15.55
  - 200 m — 24.34
  - Längd — 6.48
  - Spjut — 50.19
  - 800 m — 02:16.83
  - Poäng — 6584 (→  Guld)

## Fäktning
Herrarnas florett
- James Beevers

Herrarnas sabel
- James Williams

Damernas florett
- Eloise Smith

## Gymnastik
Artistisk
Damernas kvaltävling
- Lisa Mason - 22:a - 37.580 totalt - kvalificerad till Damernas individuella mångkamp
- Annika Reeder - 27:a - 37.368 totalt - kvalificerad till Damernas individuella mångkamp
- Emma Williams - 38:a - 36.961 totalt - kvalificerad till Damernas individuella mångkamp
- Sharna Murray - 72:a - 27.818 totalt - (tävlade inte i fristående)
- Kelly Hackman - 74:a - 27.374 totalt - (tävlade inte i hopp)
- Paula Thomas - 87:a - 18.812 totalt - (tävlade inte i barr eller bom)

Mångkampsfinaler:
- Lisa Mason - 23:a - 37.167 totalt
- Emma Williams - 32:a - 36.443 totalt
- Annika Reeder - 35:a - 16.536 totalt efter fristående och hopp, därefter skadad

Damernas artistiska gymnastik:
- Lisa Mason
  - Damernas individuella mångkamp — 23:e plats — (37.167)
- Emma Williams
  - Damernas individuella mångkamp — 32:e plats — (36.443)
- Annika Reeder
  - Damernas individuella mångkamp — 35:e plats — (16.536)

Trampolin
Damernas trampolin
- Jaime Moore

## Kanotsport
Sprint
Herrar
Herrarnas K-1 500 m
- Ian Wynne
  - Kvalheat — 01:42,779
  - Semifinal — 01:41,486 (gick inte vidare)

Herrarnas K-1 1000 m
- Tim Brabants
  - Kvalheat — 03:36,903
  - Semifinal — 03:37,205
  - Final — 03:35,057 (Brons)

Herrarnas K-2 500 m
- Paul Darby-Dowman, Ross Sabberton
  - Kvalheat — 01:32,782
  - Semifinal — 01:33,173 (gick inte vidare)

Herrarnas K-2 1000 m
- Paul Darby-Dowman, Ross Sabberton
  - Kvalheat — 03:19,392
  - Semifinal — 03:19,826 (gick inte vidare)

Herrarnas C-2 500 m
- Andrew Train, Stephen Train
  - Kvalheat — 01:46,986
  - Semifinal — 01:49,931 (gick inte vidare)

Herrarnas C-2 1000 m
- Andrew Train, Stephen Train
  - Kvalheat — 03:39,599
  - Semifinal — 03:45,624 (gick inte vidare)

Damer
Damernas K-1 500 m
- Anna Hemmings
  - Kvalheat — 01:59,190
  - Semifinal — 01:59,664 (gick inte vidare)

Slalom
Herrar
Herrarnas K-1 slalom
- Paul Ratcliffe
  - Kval — 253,69
  - Final — 223,71 (Silver)

Herrarnas C-1 slalom
- Stuart McIntosh
  - Kval — 274,39
  - Final — 243,61 (8:e plats)

Herrarnas C-2 slalom
- Stuart Bowman, Nick Smith
  - Kval — 280,60
  - Final — 249,93 (4:e plats)

Damer
Damernas K-1 slalom
- Laura Blakeman
  - Kval — 311,47
  - Final — 273,71 (12:e plats)

## Landhockey
Herrar
Coach: Barry Dancer

1. Simon Mason (GK)
2. David Luckes (GK)
3. Jon Wyatt (c)
4. Julian Halls
5. Tom Bertram
6. Craig Parnham
7. Guy Fordham
8. Ben Sharpe
9. Mark Pearn
10. Jimmy Wallis
11. Brett Garrard
12. Bill Waugh
13. Daniel Hall
14. Michael Johnson
15. Calum Giles
16. David Hacker

Gruppspel
| Lag            | Spelade | W | D | L | GF | GA | Poäng |
| -------------- | ------- | - | - | - | -- | -- | ----- |
| Pakistan       | 5       | 2 | 3 | 0 | 15 | 6  | 9     |
| Nederländerna  | 5       | 2 | 2 | 1 | 11 | 8  | 8     |
| Tyskland       | 5       | 2 | 2 | 1 | 7  | 6  | 8     |
| Storbritannien | 5       | 1 | 2 | 2 | 8  | 16 | 5     |
| Malaysia       | 5       | 0 | 4 | 1 | 5  | 6  | 4     |
| Kanada         | 5       | 0 | 3 | 2 | 7  | 11 | 3     |

Damer
Coach: Chris Spice

1. Carolyn Reid (GK)
2. Hilary Rose (GK)
3. Kirsty Bowden
4. Jane Smith
5. Melanie Clewlow
6. Christina Cullen
7. Kathryn Johnson
8. Lucilla Wright
9. Jane Sixsmith
10. Rhona Simpson
11. Denise Marston-Smith
12. Helen Richardson
13. Fiona Greenham
14. Pauline Stott (c)
15. Kate Walsh
16. Mandy Nicholson

Gruppspel
| Lag            | Spelade | W | D | L | GF | GA | Poäng |
| -------------- | ------- | - | - | - | -- | -- | ----- |
| Australien     | 4       | 3 | 1 | 0 | 9  | 3  | 10    |
| Argentina      | 4       | 2 | 0 | 2 | 5  | 6  | 6     |
| Spanien        | 4       | 1 | 2 | 1 | 2  | 3  | 5     |
| Storbritannien | 4       | 1 | 1 | 2 | 5  | 5  | 4     |
| Sydkorea       | 4       | 0 | 2 | 2 | 4  | 8  | 2     |

## Modern femkamp
Damer
- Stephanie Cook 
  - 5381 poäng, guld

- Kate Allenby 
  - 5273 poäng, brons

## Segling
Mistral
- Nick Dempsey
  - Lopp 1 — (37) OCS
  - Lopp 2 — 15
  - Lopp 3 — 2
  - Lopp 4 — (28)
  - Lopp 5 — 19
  - Lopp 6 — 27
  - Lopp 7 — 23
  - Lopp 8 — 9
  - Lopp 9 — 19
  - Lopp 10 — 2
  - Lopp 11 — 9
  - Final — 125 (16:e plats)

Finnjolle
- Iain Percy
  - Lopp 1 — 2
  - Lopp 2 — 1
  - Lopp 3 — 9
  - Lopp 4 — 2
  - Lopp 5 — 5
  - Lopp 6 — 8
  - Lopp 7 — 1
  - Lopp 8 — 6
  - Lopp 9 — 1
  - Lopp 10 — (14)
  - Lopp 11 — (26) DNC
  - Final — 35 (Guld)

470
- Nicholas Rogers och Joe Glanfield
  - Lopp 1 — 4
  - Lopp 2 — 3
  - Lopp 3 — 17
  - Lopp 4 — 1
  - Lopp 5 — 8
  - Lopp 6 — (18)
  - Lopp 7 — (19)
  - Lopp 8 — 6
  - Lopp 9 — 6
  - Lopp 10 — 6
  - Lopp 11 — 7
  - Final — 58 (4:e plats)

Laser
- Ben Ainslie
  - Lopp 1 — (22)
  - Lopp 2 — 1
  - Lopp 3 — 1
  - Lopp 4 — 3
  - Lopp 5 — 4
  - Lopp 6 — 4
  - Lopp 7 — 10
  - Lopp 8 — 11
  - Lopp 9 — 4
  - Lopp 10 — 4
  - Lopp 11 — (36)
  - Final — 42 (Guld)

Tornado
- Hugh Styles och Adam May
  - Lopp 1 — 2
  - Lopp 2 — 5
  - Lopp 3 — 3
  - Lopp 4 — 10
  - Lopp 5 — 7
  - Lopp 6 — 6
  - Lopp 7 — (17) OCS
  - Lopp 8 — (17) DSQ
  - Lopp 9 — 10
  - Lopp 10 — 7
  - Lopp 11 — 3
  - Final — 53 (6:e plats)

Starbåt
- Ian Walker och Mark Covell
  - Lopp 1 — 1
  - Lopp 2 — (9)
  - Lopp 3 — (11)
  - Lopp 4 — 7
  - Lopp 5 — 2
  - Lopp 6 — 3
  - Lopp 7 — 2
  - Lopp 8 — 1
  - Lopp 9 — 7
  - Lopp 10 — 9
  - Lopp 11 — 3
  - Final — 35 (Silver)

Men's Three Handed Keelboat (Soling)
- Andy Beadsworth, Barry Parkin och Richard Sydenham
  - Utslagningsomgång, grupp 1 — (1-4) — 1 poäng — Gick inte vidare

Soling
- Christine Johnston
  - Lopp 1 — 25
  - Lopp 2 — 9
  - Lopp 3 — (26)
  - Lopp 4 — 17
  - Lopp 5 — 2
  - Lopp 6 — 18
  - Lopp 7 — 19
  - Lopp 8 — 24
  - Lopp 9 — 19
  - Lopp 10 — (26)
  - Lopp 11 — 13
  - Final — 146 (18:e plats)

Europajolle
- Shirley Robertson
  - Lopp 1 — 4
  - Lopp 2 — 3
  - Lopp 3 — 1
  - Lopp 4 — 6
  - Lopp 5 — 1
  - Lopp 6 — (13)
  - Lopp 7 — 8
  - Lopp 8 — 9
  - Lopp 9 — 2
  - Lopp 10 — (16)
  - Lopp 11 — 3
  - Final — 37 (Guld)

49er
- Ian Barker och Simon Hiscocks
  - Lopp 1 — (13)
  - Lopp 2 — 5
  - Lopp 3 — 6
  - Lopp 4 — (10)
  - Lopp 5 — 6
  - Lopp 6 — 2
  - Lopp 7 — 4
  - Lopp 8 — 2
  - Lopp 9 — 9
  - Lopp 10 — 5
  - Lopp 11 — 4
  - Lopp 12 — 4
  - Lopp 13 — 5
  - Lopp 14 — 4
  - Lopp 15 — 1
  - Lopp 16 — 3
  - Final — 60 (Silver)

## Simhopp
Herrar
| Hoppare                      | Gren                       | Kval   | Kval      | Semifinal        | Semifinal        | Semifinal        | Semifinal        | Final            | Final            | Final            | Final            |
| Hoppare                      | Gren                       | Poäng  | Placering | Poäng            | Placering        | Totalt           | Placering        | Poäng            | Placering        | Totalt           | Placering        |
| ---------------------------- | -------------------------- | ------ | --------- | ---------------- | ---------------- | ---------------- | ---------------- | ---------------- | ---------------- | ---------------- | ---------------- |
| Tony Ally                    | Herrarnas 3 m              | 393,36 | 10 Q      | 206,25           | 15               | 599,61           | 12 Q             | 377,55           | 12               | 583,80           | 12               |
| Mark Shipman                 | Herrarnas 3 m              | 285,90 | 46        | Gick inte vidare | Gick inte vidare | Gick inte vidare | Gick inte vidare | Gick inte vidare | Gick inte vidare | Gick inte vidare | Gick inte vidare |
| Leon Taylor                  | Herrarnas 10 mv            | 399,90 | 16 Q      | 185,91           | 8                | 585,81           | 13               | Gick inte vidare | Gick inte vidare | Gick inte vidare | Gick inte vidare |
| Peter Waterfield             | Herrarnas 10 mv            | 317,31 | 33        | Gick inte vidare | Gick inte vidare | Gick inte vidare | Gick inte vidare | Gick inte vidare | Gick inte vidare | Gick inte vidare | Gick inte vidare |
| Tony Ally Mark Shipman       | Herrarnas 3 m parhoppning  | i.u.   | i.u.      | i.u.             | i.u.             | i.u.             | i.u.             | i.u.             | i.u.             | 296,64           | 7                |
| Leon Taylor Peter Waterfield | Herrarnas 10 m parhoppning | i.u.   | i.u.      | i.u.             | i.u.             | i.u.             | i.u.             | i.u.             | i.u.             | 335,34           | 4                |

Damer
| Hoppare       | Gren          | Kval   | Kval      | Semifinal        | Semifinal        | Semifinal        | Semifinal        | Final            | Final            | Final            | Final            |
| Hoppare       | Gren          | Poäng  | Placering | Poäng            | Placering        | Totalt           | Placering        | Poäng            | Placering        | Totalt           | Placering        |
| ------------- | ------------- | ------ | --------- | ---------------- | ---------------- | ---------------- | ---------------- | ---------------- | ---------------- | ---------------- | ---------------- |
| Jane Smith    | Damernas 3 m  | 269,22 | 14 Q      | 207,90           | 17               | 477,12           | 16               | Gick inte vidare | Gick inte vidare | Gick inte vidare | Gick inte vidare |
| Karen Smith   | Damernas 3 m  | 224,58 | 31        | Gick inte vidare | Gick inte vidare | Gick inte vidare | Gick inte vidare | Gick inte vidare | Gick inte vidare | Gick inte vidare | Gick inte vidare |
| Sally Freeman | Damernas 10 m | 256,17 | 25        | Gick inte vidare | Gick inte vidare | Gick inte vidare | Gick inte vidare | Gick inte vidare | Gick inte vidare | Gick inte vidare | Gick inte vidare |
| Lesley Ward   | Damernas 10 m | 238,65 | 28        | Gick inte vidare | Gick inte vidare | Gick inte vidare | Gick inte vidare | Gick inte vidare | Gick inte vidare | Gick inte vidare | Gick inte vidare |

## Taekwondo
| Idrottare       | Gren             | Åttondelsfinaler     | Kvartsfinaler        | Semifinaer             | Återkval omg. 1      | Återkval omg. 2      | Final                | Final            |
| Idrottare       | Gren             | Motståndare Resultat | Motståndare Resultat | Motståndare Resultat   | Motståndare Resultat | Motståndare Resultat | Motståndare Resultat | Placering        |
| --------------- | ---------------- | -------------------- | -------------------- | ---------------------- | -------------------- | -------------------- | -------------------- | ---------------- |
| Colin Daley     | Herrarnas +80 kg | Mall:Bye             | Trenton (AUS) L 4–8  | Gick inte vidare       | Thorén (SWE) W 9–2   | Gentil (FRA) L 0–3   | Gick inte vidare     | Gick inte vidare |
| Sarah Stevenson | Damernas −67 kg  | del Real (MEX) W 8–4 | Lumin (CHN) W 6–5    | Gundersen (NOR) L 2–2+ | i.u.                 | Koskinen (FIN) W 7–4 | Okamoto (JPN) L 5–6  | 4                |

## Tennis
| Spelare                      | Gren       | Omgång 1                     | Omgång 2                                 | Åttondelsfinaler  | Kvartsfinaler     | Semifinaler       | Final / BM        | Final / BM       |
| Spelare                      | Gren       | Motståndare Poäng            | Motståndare Poäng                        | Motståndare Poäng | Motståndare Poäng | Motståndare Poäng | Motståndare Poäng | Placering        |
| ---------------------------- | ---------- | ---------------------------- | ---------------------------------------- | ----------------- | ----------------- | ----------------- | ----------------- | ---------------- |
| Barry Cowan                  | Herrsingel | Nestor (CAN) L 7–5, 1–6, 4–6 | Gick inte vidare                         | Gick inte vidare  | Gick inte vidare  | Gick inte vidare  | Gick inte vidare  | Gick inte vidare |
| Tim Henman                   | Herrsingel | Kučera (SVK) L 3–6, 2–6      | Gick inte vidare                         | Gick inte vidare  | Gick inte vidare  | Gick inte vidare  | Gick inte vidare  | Gick inte vidare |
| Greg Rusedski                | Herrsingel | Clément (FRA) L 2–6, 3–6     | Gick inte vidare                         | Gick inte vidare  | Gick inte vidare  | Gick inte vidare  | Gick inte vidare  | Gick inte vidare |
| Barry Cowan Kyle Spencer     | Herrdubbel | i.u.                         | Kafelnikov / Safin (RUS) L 6–7(2–7), 4–6 | Gick inte vidare  | Gick inte vidare  | Gick inte vidare  | Gick inte vidare  | Gick inte vidare |
| Julie Pullin Lorna Woodroffe | Damdubbel  | i.u.                         | Boogert / Oremans (NED) L 2–6, 1–6       | Gick inte vidare  | Gick inte vidare  | Gick inte vidare  | Gick inte vidare  | Gick inte vidare |

## Triathlon
| Triathlet           | Gren                | Simning (1.5 km) | Cykling (40 km) | Löpning (10 km) | Total tid  | Placering |
| ------------------- | ------------------- | ---------------- | --------------- | --------------- | ---------- | --------- |
| Tim Don             | Herrarnas triathlon | 18:00,59         | 59:31,11        | 31:57,15        | 1:49:28,85 | 10        |
| Andrew Johns        | Herrarnas triathlon | 18:15,69         | DNF             | DNF             | DNF        | DNF       |
| Simon Lessing       | Herrarnas triathlon | 17:44,79         | 59:39,60        | 31:59,93        | 1:49:24,32 | 9         |
| Sian Brice          | Damernas triathlon  | 20:26,78         | DNF             | DNF             | DNF        | DNF       |
| Michelle Dillon     | Damernas triathlon  | 21:01,08         | DNF             | DNF             | DNF        | DNF       |
| Stephanie Forrester | Damernas triathlon  | 21:12,18         | 1:08:20,90      | 34:23,03        | 2:03:56,11 | 15        |